# 黑胸冠海龍
黑胸冠海龍（学名：Corythoichthys nigripectus），为輻鰭魚綱棘背魚目海龍魚科的其中一種，分布於印度太平洋區，包括紅海、菲律賓、關島、巴布亞紐幾內亞、馬紹爾群島、密克羅尼西亞、马里亚纳群岛、東加、法屬玻里尼西亞等海域，棲息深度4-28公尺，體長可達11公分，棲息在海草生長的礁石區，卵胎生。